# Équipe des États fédérés de Micronésie de football
L'équipe des États fédérés de Micronésie de football est l'équipe nationale qui représente les États fédérés de Micronésie dans les compétitions internationales masculines de football, sous l'égide de la Fédération des États fédérés de Micronésie de football. Elle consiste en une sélection des meilleurs joueurs micronésiens. L'équipe est une sélection de football non reconnue par l'OFC et la FIFA. L'équipe A n'a donc pas la possibilité de participer aux compétitions internationales organisées par les deux organismes. Elle n'a pas joué de match officiel depuis juin 2003.

## Histoire

### Fondation de la Fédération des États fédérés de Micronésie de football
En 1998, les États fédérés de Micronésie deviennent membres du CIO. La même année, un tournoi de football est organisé en marge des Jeux de la Micronésie. Le docteur américain David Rutstein, établit dans l'État de Yap depuis 1990 et qui y a introduit la pratique de ce sport, constitue une sélection de l'État qu'il inscrit à la compétition. Elle y gagne deux rencontres contre la sélection de Pohnpei. Ces résultats encourageant amènent le médecin à fonder la Fédération des États fédérés de Micronésie de football. Pour développer la pratique de ce sport, David Rustein contacte les nations ayant des relations diplomatiques avec les États fédérés de Micronésie à la recherche de financements. Il obtient une réponse du Ministère des Affaires étrangères d'Israël où elle est accueillie avec surprise. L'ancien joueur israélien Shimon Shenhar, devenu entraîneur, est envoyé sur place malgré quelques réticences initiales, pour un séjour de neuf semaines afin d'y mettre en place un programme de football.

### Les débuts prometteurs de l'équipe nationale
Sous la direction de Shimon Shenhar, la sélection micronésienne joue ses deux premiers matchs en juin 1999 à Agana à Guam contre l'équipe de Guam de football. Ces rencontres amicales s'achèvent par deux défaites des États fédérés de Micronésie, 3 à 0 et 4 à 1,. Elles servent de préparation à l'équipe avant l'unique édition de la Coupe de Micronésie en juillet, dans la municipalité de Rull dans les îles Yap. Captivés par cette aventure, les habitants participent à la mise en place d'un terrain adéquat pour la pratique du football en ramenant des quatre coins de l'île des morceaux de gazon. La compétition comporte une première phase, le 12 juillet, lors de laquelle les États fédérés de Micronésie écrasent les Îles Mariannes du Nord 7 à 0 puis battent une sélection de joueurs d'origines diverses nommée Crushers ou Crusaders 4 à 1. Le match entre les Îles Mariannes du Nord et les Crusaders n'a pas lieu. Le 19 juillet, la sélection micronésienne rencontre en finale cette même équipe des Crusaders qu'elle surclasse 14 à 1. Le meilleur buteur de la compétition est Peter Igesumal avec 11 buts dont 7 lors de la finale et 3 lors du premier match. Les îles Yap deviennent le chouchou des médias israéliens et un documentaire retraçant le déroulement du programme de Shimon Shenhar est réalisé par la télévision israélienne.
David Rutstein rentre aux États-Unis en 2000 pour donner une meilleure éducation à ses enfants adolescents. Il reste cependant président de la Fédération des États fédérés de Micronésie de football. L'association demande depuis lors d'adhésion à la Fédération Internationale de Football Association (FIFA) et espère ainsi recevoir des financement.
En 2001, l'entraîneur Shimon Shenhar revient en Micronésie en tant que directeur du tournoi des Jeux des États fédérés de Micronésie. L'année suivante, le frère de David Rutstein, Ted, inspiré par l'exemple de son aîné, prend un congé de son poste d'enseignant pour occuper le poste d'entraîneur adjoint. À la suite du retour dans son pays de Shimon Shenhar, à cause de l'agitation politique en Israël, il devient de fait entraîneur principal et dirige l'équipe lors de trois matchs joués sur l'île de Yap contre un club italien amateur, le Genova Lex. La sélection nationale les perd 5 à 1, 3 à 1 et 2 à 1. Lors de la troisième confrontation, l'équipe manque de faire match nul mais un joueur marque contre son camp. Ted Rutstein est confronté au manque de discipline des joueurs.

### Le traumatisme des Jeux du Pacifique de 2003
En 2003, les États fédérés de Micronésie participent au tournoi de football des Jeux du Pacifique Sud de 2003, à Suva aux Fidji. Shimon Shenhar est de nouveau entraîneur principal et Ted Rutstein prend le poste d'adjoint. Dans la poule B, lors du premier tour, les micronésiens perdent 17 à 0 contre Tahiti le 30 juin, 18 à 0 contre la Nouvelle-Calédonie le 1er juillet, 7 à 0 contre les Tonga le 5 juillet et 10 à 0 contre la Papouasie-Nouvelle-Guinée le 7 juillet. Ces résultats ne leur permettent pas d'être qualifiés pour les demi-finales et ont un impact très négatif sur la pratique du football dans le pays. Le déplacement a coûté 30 000 $ à la fédération, un coût très important pour la structure.

### Le retour raté aux Jeux du Pacifique de 2015
En janvier 2015, l'australien Stan Foster est choisi pour assurer bénévolement le poste d'entraîneur de l'équipe nationale masculine en vue de sa participation en juillet 2015, aux Jeux du Pacifique de 2015, à Port-Moresby en Papouasie-Nouvelle-Guinée, après douze ans sans aucun match. Cette équipe est une sélection de joueurs de moins de 23 ans, certains ayant même moins de seize ans. Elle encaisse 114 buts sans en marquer un seul, ce qui constitue la pire différence de buts en compétition de l'histoire du football océanien. Elle perd en effet 30 à 0 contre Tahiti le 3 juillet, 38 à 0 contre les Fidji le 5 juillet et 46 buts à 0 contre le Vanuatu le 7 juillet. Lors de ce dernier match, l'équipe devient la détentrice du record de buts encaissés (non reconnu par la FIFA) lors d'un match international de football,. À l'issue du 2e match contre les Fidji, le sélectionneur australien Stan Foster a déclaré que son équipe était présente à des fins de développement et qu'il essayait de maintenir ses joueurs motivés pour qu'ils se disent qu'ils avaient fait de leur mieux. Après la compétition, Stan Foster a fait part du manque de moyens financiers à disposition : voyage, alimentation et logement — sur le sol en dur d'une église pendant deux semaines — à Guam ont été assurés par des dons. La plupart des joueurs se sont rencontrés pour la première fois lors d'un stage d'entraînement avant la compétition. L'australien dit espérer que la fédération nationale puisse être rattachée à la confédération asiatique. L'assistance technique et financière qui en découlerait serait très profitable au développement du football dans les États fédérés de Micronésie,.

### Situation actuelle de la sélection nationale
L'équipe des États fédérés de Micronésie de football est actuellement classée à la 222e place au classement Elo. N'étant reconnue ni par la FIFA, ni par l'OFC, la sélection n'a la possibilité de jouer que des matchs amicaux ou de participer aux Jeux du Pacifique qui comportent un tournoi de football. Les équipes de football de trois des quatre États — Chuuk, Pohnpei, Yap mais pas Kosrae qui n'a jamais eu de sélection — remplacent l'équipe nationale lors des Jeux de la Micronésie.

## Sélectionneurs de l'équipe des États fédérés de Micronésie
Mise à jour le 17 septembre 2016.
| Sélectionneur  | Période          | Matchs | Gagnés | Nuls | Perdus | Gagnés % |
| -------------- | ---------------- | ------ | ------ | ---- | ------ | -------- |
| Shimon Shenhar | 1999, 2003       | 10     | 3      | 0    | 7      | 30       |
| Ted Rutstein   | 2002             | 3      | 0      | 0    | 3      | 0        |
| Stan Foster    | janvier 2015 - ? | 3      | 0      | 0    | 3      | 0        |

## Bilan
| Adversaire                | J | G | N | P | Bp | Bc | Diff |
| ------------------------- | - | - | - | - | -- | -- | ---- |
| Guam                      | 2 | 0 | 0 | 2 | 1  | 7  | -6   |
| Îles Mariannes du Nord    | 1 | 1 | 0 | 0 | 7  | 0  | +7   |
| Tahiti                    | 1 | 0 | 0 | 1 | 0  | 17 | -17  |
| Nouvelle-Calédonie        | 1 | 0 | 0 | 1 | 0  | 18 | -18  |
| Tonga                     | 1 | 0 | 0 | 1 | 0  | 7  | -7   |
| Papouasie-Nouvelle-Guinée | 1 | 0 | 0 | 1 | 0  | 10 | -10  |
| Bilan                     | 7 | 1 | 0 | 6 | 8  | 59 | -51  |